# Faraba (Kati)
Faraba è un comune rurale del Mali facente parte del circondario di Kati, nella regione di Koulikoro.
Il comune è composto da 12 nuclei abitati:
- Bagayokobougou
- Bougouba
- Chocoro
- Daracoro
- Dagabo
- Faraba
- Sambia
- Sankama
- Sicoro
- Siman
- Tiémokola
- Tounoufou